# Maagd (archetype)

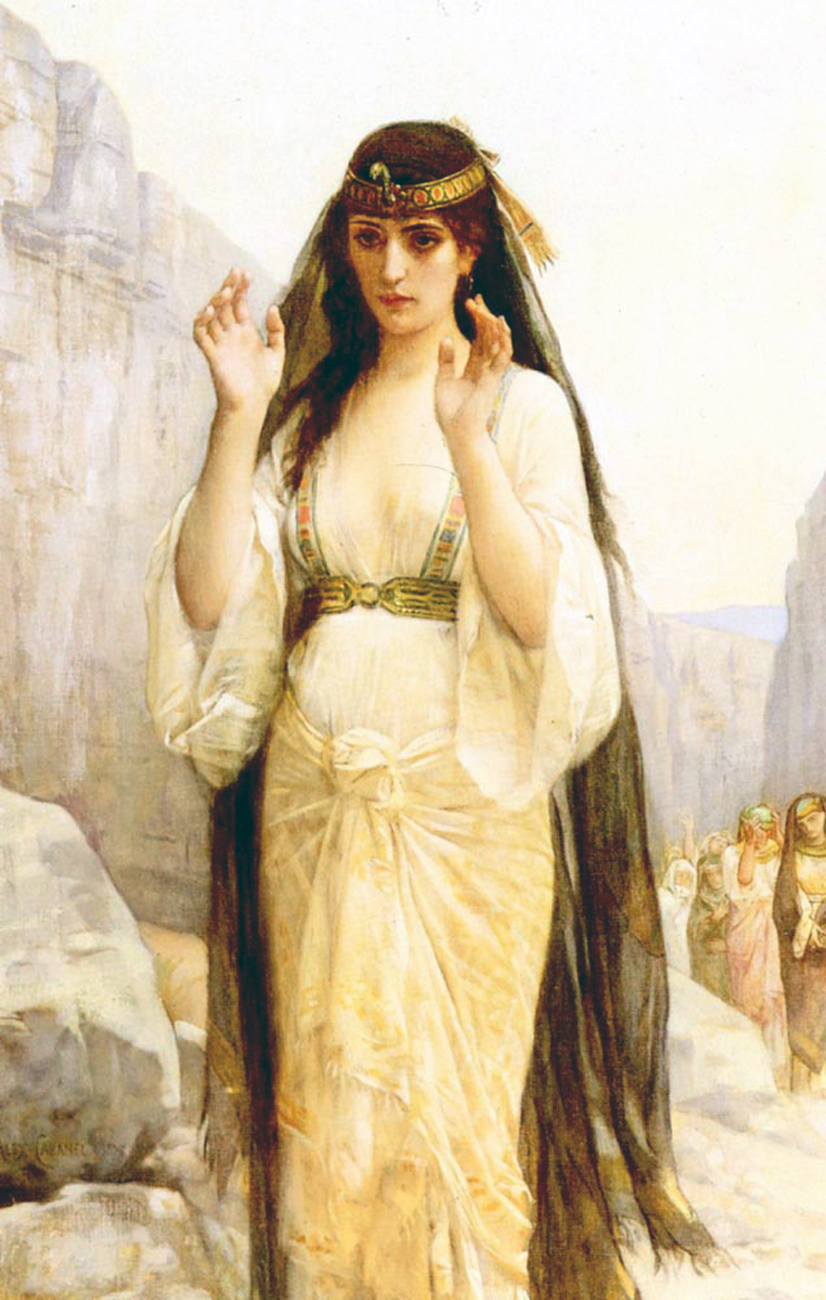
Schilderij van Alexandre Cabanel, dochter van Jephthah

Een maagd is een archetype voor een onbedorven jonge vrouw, puur en goedaardig.
In meerdere niet-abrahamistische culturen en andere tijden, heeft maagd de betekenis van 'de vrouw die haarzelf toebehoort'. Vaak ongehuwd uit keuze, in confessionele culturen zelfs noodzakelijk ongehuwd. Voorbeelden zijn Maria, Hebe, de heilige Sophia, Pallas Athena (Athena Parthenos, de Maagd), Persephone, de schildmaagd in Noordse en Germaanse voorchristelijke culturen, Jeanne d'Arc de Maagd van Orleans, Elizabeth I van Engeland de Maiden Queen of Virgin Queen (Maagd-Koningin) en de Indiase maagd-godin Durga, wier epitheton "Ongenaakbaar" is. 

## Wetenswaardigheden
- Het woord meisje is een (verbasterd) verkleinwoord van maagd.
- Met De Maagd wordt Maria bedoeld.
- In de islam worden gelovigen in het paradijs vergezeld door hoeri's, maagden met mooie ogen.
- Maagd (Virgo) is ook een sterrenbeeld en dit teken van de dierenriem staat tussen Leeuw en Weegschaal. Mensen die in de periode van 23 augustus tot en met 22 september worden geboren worden daarom ook maagd genoemd.
- De seksuele voorkeur voor 'rijpende' (puberende) meisjes of maagden kan efebofilie of parthenofilie genoemd, hoewel het eerste begrip ook de aantrekkingskracht tot puberjongens inhoudt.
- De term 'maagdelijk' kan overdrachtelijk worden gebruikt voor ongeschonden, zoals maagdelijke natuur, of maagdelijk wit. Een maagdelijk blad papier is onbeschreven, op een maagdelijk sneeuwveld heeft nog niemand gelopen, en in een maagdelijke agenda staan nog geen afspraken.